# Morti il 10 settembre
| Questa pagina contiene informazioni ricavate automaticamente dalle voci biografiche con l'ausilio del template Bio e di un bot. L'aggiornamento è periodico e automatico e ricostruisce completamente la pagina. Se manca una persona in questa lista, sei pregato di non aggiungerla, ma accertati piuttosto che la sua voce biografica contenga il template Bio e che i dati anagrafici siano correttamente compilati. Se il template Bio manca, inseriscilo tu stesso o, in alternativa, metti l'avviso {{tmp\|Bio}} che ne segnala la mancanza. Se i dati riportati sono sbagliati, correggi direttamente la voce biografica; le modifiche saranno visibili in questa lista entro pochi giorni. Per chiarimenti vedi il progetto biografie. La lista contiene solo le 459 persone che sono citate nell'enciclopedia e per le quali è stato implementato correttamente il template Bio. Pagina aggiornata al 21 lug 2025. |

## II secolo(1)
- 169 - Marco Annio Vero Cesare, romano (n. 162)

## V secolo(1)
- 440 - Agabio di Novara, vescovo italiano

## VII secolo(1)
- 680 - Muslim ibn 'Aqil, arabo

## X secolo(3)
- 918 - Baldovino II di Fiandra, conte
- 954 - Luigi IV di Francia, re franco (n. 920)
- 982 - Alberico II di Mâcon, conte (n. 935)

## XI secolo(2)
- 1056 - Teodorico I di Katlenburg, nobile tedesco
- 1067 - Lady Godiva, nobile britannica (n. 990)

## XII secolo(4)
- 1167 - Matilde d'Inghilterra, regina (n. 1102)
- 1191 - Ralph de Warneville, vescovo cattolico e politico inglese
- 1197 - Enrico II di Champagne, conte (n. 1166)
- 1198 - Richard FitzNeal, vescovo cattolico e economista inglese (n. 1130)

## XIII secolo(1)
- 1214 - Oglerio di Lucedio, abate italiano (n. 1136)

## XIV secolo(9)
- 1305 - Nicola da Tolentino, presbitero e santo italiano (n. 1245)
- 1308 - Go-Nijō, imperatore giapponese (n. 1285)
- 1316 - John FitzGerald, I conte di Kildare, nobile irlandese (n. 1250)
- 1331 - Gherarduccio Gherardini, politico italiano
- 1334 - Guglielmo Durando di San Porciano, vescovo cattolico, teologo e filosofo francese
- 1353 - Gilles Rigaud, cardinale francese
- 1382 - Luigi I d'Ungheria, re ungherese (n. 1326)
- 1384 - Giovanna di Penthièvre, nobile francese (n. 1319)
- 1398 - Jacopo I Appiano, nobile, notaio e politico italiano

## XV secolo(6)
- 1419 - Giovanni di Borgogna, nobile (n. 1371)
- 1438 - Antonio Godi, notaio italiano
- 1454 - Boleslao IV di Varsavia, nobile polacco
- 1479 - Giacomo Ammannati Piccolomini, cardinale, vescovo cattolico e umanista italiano (n. 1422)
- 1482 - Roberto Malatesta, condottiero italiano (n. 1440)
- 1482 - Federico da Montefeltro, condottiero e duca italiano (n. 1422)

## XVI secolo(13)
- 1504 - Francisco Desprats, cardinale e vescovo cattolico spagnolo (n. 1454)
- 1504 - Filiberto II di Savoia, sovrano (n. 1480)
- 1507 - Antonio Pallavicini Gentili, cardinale e vescovo cattolico italiano (n. 1441)
- 1547 - Pier Luigi Farnese, nobile italiano (n. 1503)
- 1547 - Ippolita Gonzaga di Ludovico, conte di Rodigo, nobildonna italiana
- 1550 - Domenico Cabianca, artigiano italiano
- 1561 - Takeda Nobushige, militare giapponese (n. 1525)
- 1566 - Giovanni Valentino Gentile, teologo e umanista italiano
- 1577 - Augustinus Hunnaeus, teologo tedesco (n. 1521)
- 1586 - Juan Montalvo, vescovo cattolico spagnolo
- 1586 - Takahashi Shigetane, militare giapponese (n. 1548)
- 1590 - Maddalena d'Asburgo, nobildonna (n. 1532)
- 1591 - Richard Grenville, corsaro, navigatore e politico inglese (n. 1542)

## XVII secolo(18)
- 1602 - Hugh Roe O'Donnell, militare irlandese (n. 1572)
- 1604 - William Morgan, vescovo anglicano gallese (n. 1545)
- 1620 - Alessandro De Angelis, gesuita, teologo e astronomo italiano (n. 1559)
- 1622 - Carlo Spinola, missionario e presbitero italiano (n. 1564)
- 1635 - Johann Faulhaber, matematico, ingegnere e architetto tedesco (n. 1580)
- 1636 - Mariano Smiriglio, architetto, pittore e decoratore italiano (n. 1561)
- 1640 - Kaspar von Hohenems, politico austriaco (n. 1573)
- 1641 - Ambrose Barlow, presbitero inglese (n. 1585)
- 1647 - Inés de Zúñiga y Velasco, nobildonna spagnola (n. 1584)
- 1664 - Giovanni Battista Scanaroli, vescovo cattolico italiano (n. 1579)
- 1669 - Enrichetta Maria di Borbone-Francia, regina (n. 1609)
- 1674 - Ermanno Egon di Fürstenberg, nobile tedesco (n. 1627)
- 1676 - Gerrard Winstanley, religioso e politico britannico (n. 1609)
- 1680 - Toussaint Gelton, pittore olandese (n. 1630)
- 1687 - Willem Wissing, pittore olandese (n. 1656)
- 1691 - Veronica Cybo-Malaspina, nobildonna italiana (n. 1611)
- 1691 - Edward Pococke, biblista, orientalista e ebraista inglese (n. 1604)
- 1698 - Francesco D'Andrea, giurista, filosofo e politico italiano (n. 1625)

## XVIII secolo(22)
- 1708 - José Sarmiento y Valladares, spagnolo (n. 1643)
- 1715 - Nicola Partenio Giannettasio, gesuita e poeta italiano (n. 1648)
- 1732 - Jacques Eugène d'Allonville de Louville, astronomo e matematico francese (n. 1671)
- 1746 - Maximilian Ulrich von Kaunitz, diplomatico e politico austriaco (n. 1679)
- 1749 - Émilie du Châtelet, matematica, fisica e letterata francese (n. 1706)
- 1753 - Claude Gros de Boze, numismatico francese (n. 1680)
- 1756 - Filippo Balatri, sopranista italiano (n. 1682)
- 1756 - Ignazio Roero Sanseverino, vescovo cattolico italiano (n. 1704)
- 1759 - Johann Martin Chladenius, teologo e storico tedesco (n. 1710)
- 1765 - Pietro Francesco Bussi, cardinale italiano (n. 1684)
- 1765 - Cesare Crescenzio de Angelis, vescovo cattolico italiano (n. 1705)
- 1766 - Bartolomeo Terchi, ceramista italiano (n. 1691)
- 1767 - Giovanni Cadioli, pittore e architetto italiano
- 1774 - Pierre-Jean Mariette, incisore, collezionista d'arte e storico dell'arte francese (n. 1694)
- 1777 - Guglielmo di Schaumburg-Lippe, conte (n. 1724)
- 1777 - René-Prosper Tassin, storico e diplomatista francese (n. 1697)
- 1780 - Vittorio Amedeo II di Savoia-Carignano, nobile italiano (n. 1743)
- 1786 - Giuseppe Agosti, botanico e gesuita italiano (n. 1715)
- 1793 - Marc-Antoine Désaugiers, compositore francese (n. 1739)
- 1797 - Mary Wollstonecraft, filosofa e scrittrice britannica (n. 1759)
- 1800 - Johann David Schoepff, zoologo, botanico e esploratore tedesco (n. 1752)
- 1800 - Johann Christoph von Wöllner, mistico, presbitero e politico tedesco (n. 1732)

## XIX secolo(53)
- 1806 - Johann Christoph Adelung, linguista tedesco (n. 1732)
- 1806 - Johann Anton Leisewitz, scrittore tedesco (n. 1752)
- 1812 - Sulpice Huguenin, avvocato, scrittore e politico francese (n. 1750)
- 1817 - Andrea Vici, architetto italiano (n. 1743)
- 1818 - Francesco Maria Argenti, architetto italiano (n. 1783)
- 1819 - Luigi III Gonzaga, nobile e letterato italiano (n. 1745)
- 1821 - Johann Dominicus Fiorillo, pittore e storico dell'arte tedesco (n. 1748)
- 1822 - Giovanni Battista Venturi, fisico italiano (n. 1746)
- 1827 - Ugo Foscolo, poeta, scrittore e drammaturgo italiano (n. 1778)
- 1833 - Juan José Paso, avvocato e politico argentino (n. 1758)
- 1834 - Crisanto di Costantinopoli, arcivescovo ortodosso greco (n. 1768)
- 1839 - James Maitland Lauderdale, nobile e economista britannico (n. 1759)
- 1841 - Gaetano Cattaneo, numismatico e poeta italiano (n. 1771)
- 1842 - Antonio Gandini, compositore italiano (n. 1786)
- 1842 - Letitia Tyler, first lady statunitense (n. 1790)
- 1845 - Joseph Story, giurista e avvocato statunitense (n. 1779)
- 1849 - Woldemar von Hanneken, generale prussiano (n. 1789)
- 1851 - Thomas Hopkins Gallaudet, educatore statunitense (n. 1787)
- 1854 - Marco Antonio Trefogli, pittore e stuccatore svizzero (n. 1782)
- 1855 - William Stephen Gilly, scrittore, viaggiatore e presbitero britannico (n. 1789)
- 1857 - Antonio Mezzanotte, letterato e scrittore italiano (n. 1786)
- 1859 - Giuseppe Crispi, vescovo cattolico e filologo italiano (n. 1781)
- 1859 - Thomas Nuttall, botanico e zoologo britannico (n. 1786)
- 1861 - Antonio Marini, pittore, incisore e restauratore italiano (n. 1788)
- 1862 - Emidio Antonini, diplomatico italiano (n. 1787)
- 1862 - Carlos Antonio López, politico e avvocato paraguaiano (n. 1792)
- 1863 - Franz Abart, scultore austriaco (n. 1769)
- 1863 - Nicola Napolitano, brigante italiano (n. 1838)
- 1863 - John Townshend, IV marchese Townshend, ufficiale inglese (n. 1798)
- 1867 - Simon Sechter, organista, compositore e direttore d'orchestra austriaco (n. 1788)
- 1869 - John Bell, politico e avvocato statunitense (n. 1797)
- 1872 - William Hobson, esploratore e militare irlandese (n. 1792)
- 1872 - Avram Iancu, avvocato e rivoluzionario rumeno (n. 1824)
- 1875 - Luigi Porta, chirurgo e anatomista italiano (n. 1800)
- 1877 - Gioacchino Rasponi, politico e patriota italiano (n. 1829)
- 1878 - Karl Nobiling, anarchico tedesco (n. 1848)
- 1879 - Diego Orlando, storico e giurista italiano (n. 1815)
- 1880 - Pasquale De Angelis, attore teatrale italiano (n. 1808)
- 1881 - Girolamo d'Adda, nobile, politico e letterato italiano (n. 1815)
- 1882 - Leopoldo Cattani Cavalcanti, politico italiano (n. 1813)
- 1883 - Hendrik Conscience, scrittore belga (n. 1812)
- 1884 - Jean-Augustin Barral, scienziato, chimico e agronomo francese (n. 1819)
- 1884 - George Bentham, botanico inglese (n. 1800)
- 1885 - Johann Jacob Baeyer, generale e geodeta prussiano (n. 1794)
- 1886 - John Liptrot Hatton, compositore, direttore d'orchestra e pianista inglese (n. 1809)
- 1886 - Francesco Malacrea, pittore austriaco (n. 1812)
- 1889 - Carlo III di Monaco, principe (n. 1818)
- 1889 - Amy Levy, scrittrice, poetessa e saggista britannica (n. 1861)
- 1893 - Arabo, armeno (n. 1863)
- 1893 - Carlo Magenta, storico e giornalista italiano (n. 1837)
- 1898 - Andreas Arzruní, mineralogista e geologo armeno (n. 1847)
- 1898 - Elisabetta di Baviera (n. 1837)
- 1898 - Blanche Roosevelt, soprano e scrittrice statunitense (n. 1853)

## XX secolo(226)
- 1902 - Francesco Domenico Falcucci, scrittore e linguista italiano (n. 1835)
- 1903 - Teresa Filangieri Fieschi Ravaschieri, filantropa e scrittrice italiana (n. 1826)
- 1903 - Antonio Rotta, pittore italiano (n. 1828)
- 1904 - Aparicio Saravia, politico, rivoluzionario e militare uruguaiano (n. 1856)
- 1904 - Leo Stern, violoncellista inglese (n. 1862)
- 1907 - Lucie Blachet, fotografa olandese (n. 1828)
- 1907 - Ignaz Stolz, decoratore e pittore austriaco (n. 1840)
- 1908 - Vincenzo Colmayer, prefetto e politico italiano (n. 1843)
- 1910 - Emmanuel Frémiet, scultore francese (n. 1824)
- 1910 - Zdenko Hans Skraup, chimico ceco (n. 1850)
- 1911 - Otto Rieth, architetto e pittore tedesco (n. 1858)
- 1913 - William Jay Gaynor, politico statunitense (n. 1849)
- 1914 - Edvard Larsen, triplista norvegese (n. 1881)
- 1915 - Bagha Jatin, rivoluzionario indiano (n. 1879)
- 1915 - Claude Maxwell MacDonald, ufficiale e diplomatico britannico (n. 1852)
- 1915 - Paul Wendland, filologo classico tedesco (n. 1864)
- 1916 - Aldo Beltricco, militare italiano (n. 1892)
- 1916 - Friedrich Gernsheim, musicista e direttore d'orchestra tedesco (n. 1839)
- 1916 - Valentino Giaretta, calciatore italiano (n. 1893)
- 1916 - Lucy Walker, alpinista britannica (n. 1835)
- 1918 - Carl Peters, esploratore, politico e scrittore tedesco (n. 1856)
- 1920 - Olive Thomas, modella e attrice statunitense (n. 1894)
- 1921 - Silviano Carrillo Cárdenas, vescovo cattolico messicano (n. 1861)
- 1921 - John Tengo Jabavu, attivista e editore sudafricano (n. 1859)
- 1923 - Baldomero Lillo, scrittore cileno (n. 1867)
- 1923 - Siegmund Lubin, produttore cinematografico tedesco (n. 1851)
- 1923 - Carlo Sandrelli, magistrato e politico italiano (n. 1847)
- 1924 - Alberto Bacchi della Lega, bibliografo e scrittore italiano (n. 1848)
- 1924 - Eva May, attrice austriaca (n. 1902)
- 1924 - Francesco Pais-Serra, politico italiano (n. 1837)
- 1924 - Irma Melany Scodnik, scrittrice e attivista italiana (n. 1847)
- 1925 - Henry Fitch Taylor, pittore statunitense (n. 1853)
- 1928 - Fëdor Ivanovič Uspenskij, bizantinista russo (n. 1845)
- 1930 - Michele Guadagno, ingegnere e botanico italiano (n. 1878)
- 1930 - Angelo Pinetti, storico italiano (n. 1872)
- 1931 - Stanislao Bellini, militare e aviatore italiano (n. 1904)
- 1931 - Joaquín Bárbara y Balza, pittore e docente spagnolo (n. 1867)
- 1931 - Dmitrij Fëdorovič Egorov, matematico russo (n. 1869)
- 1931 - Salvatore Maranzano, mafioso italiano (n. 1886)
- 1931 - Alfonso Rendano, pianista e compositore italiano (n. 1853)
- 1932 - Ovide Decroly, pedagogista, neurologo e psicologo belga (n. 1871)
- 1933 - Mario Umberto Borzacchini, pilota automobilistico italiano (n. 1898)
- 1933 - Giuseppe Campari, pilota automobilistico italiano (n. 1892)
- 1933 - Stanislas Czaykowski, pilota automobilistico, militare e nobile polacco (n. 1899)
- 1933 - Laurits Andersen Ring, pittore danese (n. 1854)
- 1934 - Hans Haas, teologo tedesco (n. 1868)
- 1934 - George Henschel, direttore d'orchestra, compositore e baritono britannico (n. 1850)
- 1935 - Huey Pierce Long, politico statunitense (n. 1893)
- 1935 - Fritz Ludwig Neumeyer, imprenditore tedesco (n. 1875)
- 1937 - Giovanni Pazzaglia, militare italiano (n. 1908)
- 1937 - Domenico Raimondo, militare e medico italiano (n. 1899)
- 1937 - Burnett Hillman Streeter, teologo e presbitero inglese (n. 1874)
- 1938 - Giuseppe Mazzoli, militare italiano (n. 1897)
- 1939 - Pavel Mif, rivoluzionario, storico e economista sovietico (n. 1901)
- 1939 - Władysław Raginis, militare polacco (n. 1908)
- 1939 - Hugo Riesenfeld, compositore austriaco (n. 1879)
- 1940 - Eriberto Braglia, calciatore italiano (n. 1919)
- 1940 - Edward LeSaint, regista, attore e sceneggiatore statunitense (n. 1870)
- 1940 - Felice Scandone, giornalista, aviatore e dirigente sportivo italiano (n. 1901)
- 1941 - George Hilsdon, calciatore britannico (n. 1885)
- 1941 - Giuliano Prini, ufficiale italiano (n. 1910)
- 1942 - Franz Künstler, politico e sindacalista tedesco (n. 1888)
- 1942 - Luigi Priveato, militare italiano (n. 1921)
- 1942 - Pavel Chomič, presbitero russo (n. 1883)
- 1942 - Antonio Vukasina, militare italiano (n. 1920)
- 1943 - Alberto Bechi Luserna, ufficiale e scrittore italiano (n. 1904)
- 1943 - Suse Byk, fotografa tedesca (n. 1884)
- 1943 - Alberto Ferrario, aviatore e militare italiano (n. 1904)
- 1943 - Enzo Fioritto, militare e partigiano italiano (n. 1921)
- 1943 - Paul de Forges, militare e aviatore francese (n. 1912)
- 1943 - Romolo Fugazza, militare italiano (n. 1913)
- 1943 - Alberto Geremicca, politico e giornalista italiano (n. 1863)
- 1943 - Nunzio Incannamorte, militare italiano (n. 1913)
- 1943 - Christopher de Paus, collezionista d'arte e filantropo norvegese (n. 1862)
- 1943 - Luigi Perna, partigiano italiano (n. 1921)
- 1943 - Raffaele Persichetti, militare italiano (n. 1915)
- 1943 - Camillo Sabatini, militare e partigiano italiano (n. 1914)
- 1943 - Jean de Sibour, militare e aviatore francese (n. 1922)
- 1944 - Giuseppe Bertini, presbitero, partigiano e antifascista italiano (n. 1916)
- 1944 - Giorgio Bigongiari, presbitero italiano (n. 1912)
- 1944 - William Cavendish, marchese di Hartington, nobile britannico (n. 1917)
- 1944 - Antonio Costa, monaco cristiano e presbitero italiano (n. 1898)
- 1944 - Alessandro Della Seta, archeologo e funzionario italiano (n. 1879)
- 1944 - Giorgio Maritano, monaco cristiano italiano (n. 1882)
- 1944 - Michele Nota, monaco cristiano italiano (n. 1888)
- 1944 - Marco Dino Rossi, partigiano italiano (n. 1922)
- 1946 - Olivér Halassy, pallanuotista e nuotatore ungherese (n. 1909)
- 1946 - John W. Noble, regista e sceneggiatore statunitense (n. 1880)
- 1947 - Hatazō Adachi, generale giapponese (n. 1890)
- 1947 - Evžen Veselý, calciatore cecoslovacco (n. 1907)
- 1948 - Ferdinando I di Bulgaria, nobile e politico austriaco (n. 1861)
- 1948 - Bernard Forbes, VIII conte di Granard, politico e ufficiale irlandese (n. 1874)
- 1950 - Joe Bordeaux, attore statunitense (n. 1886)
- 1950 - Alfred Larsen, velista norvegese (n. 1863)
- 1950 - Raymond Sommer, pilota di Formula 1 francese (n. 1906)
- 1951 - Engelbert König, allenatore di calcio e calciatore austriaco (n. 1884)
- 1951 - Giuseppe Mulè, compositore e direttore d'orchestra italiano (n. 1885)
- 1951 - Hugo Peitsch, ginnasta tedesco (n. 1878)
- 1951 - Belén de Sárraga, giornalista e attivista spagnola (n. 1874)
- 1951 - Johann Sölch, geografo austriaco (n. 1883)
- 1952 - Alberto De Dominicis, chimico italiano (n. 1879)
- 1952 - Antonio Lucarelli, storico italiano (n. 1874)
- 1953 - Róbert Berény, pittore ungherese (n. 1887)
- 1953 - Serafino Germinario, religioso italiano (n. 1870)
- 1953 - Jørgen Hansen, canottiere danese (n. 1890)
- 1954 - Auguste Georges Darzens, chimico francese (n. 1867)
- 1954 - Armando Falconi, attore italiano (n. 1871)
- 1955 - Robert Blackburn, aviatore e imprenditore britannico (n. 1885)
- 1956 - Clara Beranger, sceneggiatrice e commediografa statunitense (n. 1886)
- 1956 - Homer Stille Cummings, politico statunitense (n. 1870)
- 1956 - Benjamin Minge Duggar, botanico statunitense (n. 1872)
- 1956 - Robert Julius Trumpler, astronomo svizzero (n. 1886)
- 1957 - Alberto Casella, commediografo, sceneggiatore e regista italiano (n. 1891)
- 1958 - Pearl Eaton, attrice e ballerina statunitense (n. 1898)
- 1958 - David Jack, calciatore e allenatore di calcio inglese (n. 1899)
- 1958 - Luigi Velani, ingegnere e dirigente pubblico italiano (n. 1877)
- 1958 - Sa'id II bin Maktum bin Hasher Al Maktum, sovrano emiratino (n. 1878)
- 1959 - Gustav Gottenkieny, calciatore svizzero (n. 1896)
- 1960 - Harold Gillies, chirurgo neozelandese (n. 1882)
- 1960 - Edith Nourse Rogers, politica e attivista statunitense (n. 1881)
- 1961 - Wolfgang von Trips, pilota automobilistico tedesco (n. 1928)
- 1961 - Leo Carrillo, attore statunitense (n. 1880)
- 1961 - Lussorio Cau, carabiniere italiano (n. 1867)
- 1961 - Luigi Coletti, storico dell'arte e critico d'arte italiano (n. 1886)
- 1961 - Ernest Payne, pistard britannico (n. 1884)
- 1961 - Frederick Pethick-Lawrence, politico inglese (n. 1871)
- 1961 - Jerzy Józef Henryk Potocki, nobile e diplomatico polacco (n. 1889)
- 1962 - Giacomo Pinasco, calciatore e arbitro di calcio italiano (n. 1891)
- 1962 - Mogens Wieth, attore danese (n. 1919)
- 1963 - Georges Schneider, sciatore alpino e allenatore di sci alpino svizzero (n. 1925)
- 1963 - Josephine Sticker, nuotatrice austriaca (n. 1894)
- 1964 - Bryan Hines, lottatore statunitense (n. 1896)
- 1964 - Francesco Tola, militare e aviatore italiano (n. 1893)
- 1965 - Bobby Jordan, attore statunitense (n. 1923)
- 1965 - Walter Siegmeister, scrittore statunitense (n. 1901)
- 1966 - Emil Julius Gumbel, statistico tedesco (n. 1891)
- 1967 - Stanley Stanger, aviatore canadese (n. 1894)
- 1969 - Gastone Innocenti, calciatore italiano (n. 1905)
- 1969 - Gigi Ortuso, conduttore radiofonico italiano
- 1970 - Flavio Albizzati, politico, sindacalista e partigiano italiano (n. 1886)
- 1970 - Cy Denneny, hockeista su ghiaccio canadese (n. 1891)
- 1970 - Emil Röthong, ginnasta tedesco (n. 1878)
- 1971 - Hélio Marques Pereira, cestista brasiliano (n. 1925)
- 1971 - Anna Maria Pierangeli, attrice italiana (n. 1932)
- 1971 - Roland de Vaux, archeologo e traduttore francese (n. 1903)
- 1973 - Stanislao Di Chiara, ginnasta italiano (n. 1891)
- 1973 - Allan Gray, compositore polacco (n. 1902)
- 1974 - Bruno Finzi, ingegnere, matematico e fisico italiano (n. 1899)
- 1975 - Heinz Heimsoeth, storico della filosofia tedesco (n. 1886)
- 1975 - Hans Swarowsky, direttore d'orchestra e insegnante austriaco (n. 1899)
- 1975 - George Paget Thomson, fisico britannico (n. 1892)
- 1975 - Maurizio Vigiani, politico italiano (n. 1905)
- 1976 - Ignazio Balla, giornalista, scrittore e traduttore ungherese (n. 1885)
- 1976 - Zenone Benini, politico italiano (n. 1902)
- 1976 - Enrico Campi, basso-baritono italiano (n. 1919)
- 1976 - Dorothy Devore, attrice e comica statunitense (n. 1899)
- 1976 - John Heaton, bobbista e skeletonista statunitense (n. 1908)
- 1976 - Gianni Nardi, terrorista e militare italiano (n. 1946)
- 1976 - Dalton Trumbo, sceneggiatore, regista e scrittore statunitense (n. 1905)
- 1977 - Hamida Djandoubi, criminale tunisino (n. 1949)
- 1977 - Isaac Walthour, cestista statunitense (n. 1930)
- 1978 - Nelson Oyarzún, allenatore di calcio cileno (n. 1943)
- 1979 - Franklin Adreon, regista e produttore cinematografico statunitense (n. 1902)
- 1979 - Charles Fauvel, progettista e aviatore francese (n. 1904)
- 1979 - Agostinho Neto, politico e poeta angolano (n. 1922)
- 1979 - Federico Pezzullo, vescovo cattolico italiano (n. 1890)
- 1979 - Ādolfs Sīmanis, calciatore lettone (n. 1909)
- 1979 - Mahmud Taleghani, teologo iraniano (n. 1911)
- 1980 - Friedrich Hossbach, generale tedesco (n. 1894)
- 1980 - Ovidio Sarra, musicista, direttore d'orchestra e compositore italiano (n. 1923)
- 1981 - Elena Ciamarra Cammarano, pittrice e pianista italiana (n. 1894)
- 1981 - Vito Ievolella, carabiniere italiano (n. 1929)
- 1981 - Gabe Nava, cestista messicano (n. 1952)
- 1982 - Filippo Marchese, mafioso italiano (n. 1938)
- 1983 - Felix Bloch, fisico svizzero (n. 1905)
- 1983 - Victor Ciocâltea, scacchista rumeno (n. 1932)
- 1983 - Ernst Degner, pilota motociclistico tedesco (n. 1931)
- 1983 - Nils Engdahl, velocista e mezzofondista svedese (n. 1898)
- 1983 - Jon Brower Minnoch, showman statunitense (n. 1941)
- 1983 - Alfred Urbański, politico e economista polacco (n. 1899)
- 1983 - Balthazar Johannes Vorster, politico sudafricano (n. 1915)
- 1984 - Trummy Young, trombonista e compositore statunitense (n. 1912)
- 1985 - Ettore Maria Fizzarotti, regista italiano (n. 1916)
- 1985 - Alexa Kenin, attrice statunitense (n. 1962)
- 1985 - Ernst Öpik, astronomo e astrofisico estone (n. 1893)
- 1985 - Ivanoe Sacchetti, calciatore italiano (n. 1921)
- 1985 - Jock Stein, calciatore e allenatore di calcio scozzese (n. 1922)
- 1986 - Pepper Adams, sassofonista statunitense (n. 1930)
- 1986 - Jake Bornheimer, cestista statunitense (n. 1927)
- 1987 - Guglielmo Riavis, architetto e pittore italiano (n. 1917)
- 1988 - Antônio de Aragão Campelo, vescovo cattolico brasiliano (n. 1904)
- 1988 - Ghulam Qadir Khan, principe e politico pakistano (n. 1920)
- 1988 - Virginia Satir, psicoterapeuta statunitense (n. 1916)
- 1988 - Joaquim Pedro de Andrade, regista e sceneggiatore brasiliano (n. 1932)
- 1989 - Giuseppe Stella, vescovo cattolico italiano (n. 1898)
- 1990 - Javier Barroso, architetto, calciatore e dirigente sportivo spagnolo (n. 1903)
- 1990 - Dante Corneli, scrittore e antifascista italiano (n. 1900)
- 1990 - Maria Piantanida, allenatrice di ginnastica artistica, cestista e velocista italiana (n. 1905)
- 1990 - Asrate Mariam Yemmeru, arcivescovo cattolico etiope (n. 1904)
- 1991 - Jack Crawford, tennista australiano (n. 1908)
- 1991 - Franco Reggiani, progettista, designer e scultore italiano (n. 1926)
- 1992 - Ivar Sjölin, lottatore svedese (n. 1918)
- 1993 - Garnet Ault, nuotatore canadese (n. 1905)
- 1993 - Alfredo Bianchi, politico e sindacalista italiano (n. 1929)
- 1993 - Silverio Gadaldi, pittore e scultore italiano (n. 1918)
- 1993 - Rita Karin, attrice polacca (n. 1919)
- 1993 - Hanno-Walter Kruft, storico dell'arte tedesco (n. 1938)
- 1993 - Meinrad Miltenberger, canoista tedesco (n. 1924)
- 1994 - Georges Becker, micologo francese (n. 1905)
- 1994 - Frank Broome, calciatore e allenatore di calcio inglese (n. 1915)
- 1994 - Pietro Bucci, chimico italiano (n. 1932)
- 1994 - Mariateresa Di Lascia, politica e scrittrice italiana (n. 1954)
- 1994 - Charles Drake, attore statunitense (n. 1917)
- 1994 - Max Morlock, calciatore tedesco (n. 1925)
- 1995 - Charles Denner, attore polacco (n. 1926)
- 1995 - Derek Meddings, effettista e artista britannico (n. 1931)
- 1996 - Joanne Dru, attrice statunitense (n. 1922)
- 1996 - Juanita Wright, wrestler statunitense (n. 1934)
- 1996 - Laṭīfa al-Zayyāt, scrittrice e attivista egiziana (n. 1923)
- 1997 - George Schaefer, regista statunitense (n. 1920)
- 1997 - Fritz Von Erich, wrestler statunitense (n. 1929)
- 1998 - Mahmoud Hassan, lottatore egiziano (n. 1919)
- 1999 - Alfredo Kraus, tenore spagnolo (n. 1927)
- 2000 - Émilien Méresse, calciatore francese (n. 1915)
- 2000 - William Nierenberg, fisico statunitense (n. 1919)
- 2000 - Cesare Valle, ingegnere e urbanista italiano (n. 1902)

## XXI secolo(99)
- 2001 - Norman Borlaug, agronomo e ambientalista statunitense (n. 1914)
- 2001 - Maria Sara Goretti, scrittrice, poetessa e filosofa italiana (n. 1907)
- 2001 - Aleksej Stepanovič Suėtin, scacchista sovietico (n. 1926)
- 2002 - Pedro Lezcano Montalvo, poeta e drammaturgo spagnolo (n. 1920)
- 2003 - Vítor Damas, calciatore portoghese (n. 1947)
- 2003 - Fabio Del Bianco, allenatore di calcio e calciatore italiano (n. 1914)
- 2004 - Brock Adams, politico statunitense (n. 1927)
- 2004 - Serafina Battaglia, italiana (n. 1919)
- 2004 - Leonard Birchall, militare canadese (n. 1915)
- 2004 - Ali Sidqi Azaykou, poeta, storico e attivista berbero (n. 1924)
- 2005 - Hermann Bondi, matematico, fisico e cosmologo austriaco (n. 1919)
- 2005 - Clarence "Gatemouth" Brown, musicista statunitense (n. 1924)
- 2005 - Jónas Halldórsson, pallanuotista islandese (n. 1914)
- 2006 - Sergio Giordani, regista e giornalista italiano (n. 1929)
- 2006 - Arne Hoel, saltatore con gli sci norvegese (n. 1927)
- 2006 - Evelino Marcolini, militare italiano (n. 1923)
- 2006 - Víctor Pignanelli, calciatore uruguaiano (n. 1932)
- 2006 - Ted Risenhoover, politico statunitense (n. 1934)
- 2006 - Tāufaʻāhau Tupou IV, re tongano (n. 1918)
- 2007 - Antonio Graziani, politico italiano (n. 1930)
- 2007 - Joe Rantz, canottiere statunitense (n. 1914)
- 2007 - Juma Santos, percussionista statunitense (n. 1947)
- 2007 - Jane Wyman, attrice, cantante e ballerina statunitense (n. 1917)
- 2008 - Achille Ardigò, sociologo e politico italiano (n. 1921)
- 2008 - Raimondo Bucher, apneista italiano (n. 1912)
- 2008 - Rocco Coletta, politico italiano (n. 1928)
- 2008 - Vernon Handley, direttore d'orchestra britannico (n. 1930)
- 2008 - Sherrill Headrick, giocatore di football americano statunitense (n. 1937)
- 2008 - Mike Santos, cestista statunitense (n. 1956)
- 2009 - Simone Cattaneo, poeta italiano (n. 1974)
- 2010 - Francesco Salerno, politico italiano (n. 1948)
- 2010 - E. C. Tubb, scrittore britannico (n. 1919)
- 2011 - Cliff Robertson, attore statunitense (n. 1923)
- 2012 - Lance LeGault, attore statunitense (n. 1935)
- 2013 - György Gurics, lottatore ungherese (n. 1929)
- 2013 - Steno Marcegaglia, imprenditore e sindacalista italiano (n. 1930)
- 2013 - Josef Němec, pugile cecoslovacco (n. 1933)
- 2013 - Martha Cheung, linguista e traduttrice cinese (n. 1953)
- 2013 - E. Clay Shaw, Jr., politico statunitense (n. 1939)
- 2014 - Domenico Carattino, velista italiano (n. 1920)
- 2014 - Richard Kiel, attore statunitense (n. 1939)
- 2014 - Günter Lüling, teologo tedesco (n. 1928)
- 2014 - Yoshinori Sakai, velocista giapponese (n. 1945)
- 2014 - Károly Sándor, calciatore ungherese (n. 1928)
- 2014 - Sandra Verda, scrittrice e fumettista italiana (n. 1959)
- 2015 - Adrian Frutiger, designer svizzero (n. 1928)
- 2015 - Franco Interlenghi, attore italiano (n. 1931)
- 2015 - Antoine Lahad, generale libanese (n. 1927)
- 2015 - Marcel Langenegger, regista, attore e produttore cinematografico svizzero (n. 1967)
- 2015 - Bengt Nyholm, calciatore svedese (n. 1930)
- 2016 - Giuliano Carnimeo, regista e sceneggiatore italiano (n. 1932)
- 2016 - Jutta Limbach, giurista e politica tedesca (n. 1934)
- 2017 - Hans Alfredson, regista, attore e scrittore svedese (n. 1931)
- 2017 - Luigi Maria Burruano, attore italiano (n. 1948)
- 2017 - Harry Landers, attore statunitense (n. 1921)
- 2017 - René Laurentin, presbitero e teologo francese (n. 1917)
- 2017 - Kate Murtagh, attrice statunitense (n. 1920)
- 2017 - Don Ohlmeyer, dirigente d'azienda, produttore televisivo e giornalista statunitense (n. 1945)
- 2017 - Maria Matilde Principi, entomologa italiana (n. 1915)
- 2017 - Len Wein, fumettista statunitense (n. 1948)
- 2018 - Peter Donat, attore canadese (n. 1928)
- 2018 - István Géczi, calciatore ungherese (n. 1944)
- 2018 - Paul Virilio, filosofo, scrittore e urbanista francese (n. 1932)
- 2019 - Roberto Bruni, politico italiano (n. 1949)
- 2019 - Sam Davis, giocatore di football americano statunitense (n. 1944)
- 2019 - Daniel Johnston, cantautore e pittore statunitense (n. 1961)
- 2019 - Salvatore Mannuzzu, scrittore, magistrato e politico italiano (n. 1930)
- 2019 - Alfredo Sabbatini, fotografo italiano (n. 1954)
- 2019 - Iramo Vanz, calciatore italiano (n. 1924)
- 2020 - Roberto Finzi, storico italiano (n. 1941)
- 2020 - Emma Morosini, scrittrice italiana (n. 1924)
- 2020 - Franco Maria Ricci, grafico, editore e designer italiano (n. 1937)
- 2020 - Diana Rigg, attrice britannica (n. 1938)
- 2020 - Marco Vicario, attore, regista e sceneggiatore italiano (n. 1925)
- 2021 - Antonio Caballero Holguín, scrittore e giornalista colombiano (n. 1945)
- 2021 - Michael Chapman, cantante, musicista e cantautore britannico (n. 1941)
- 2021 - Jack Egers, hockeista su ghiaccio canadese (n. 1949)
- 2021 - Charles Konan Banny, politico e economista ivoriano (n. 1942)
- 2021 - Yacef Saadi, politico e rivoluzionario algerino (n. 1928)
- 2021 - Jorge Sampaio, politico portoghese (n. 1939)
- 2021 - André Zacharow, economista e politico brasiliano
- 2022 - William Klein, fotografo e regista statunitense (n. 1926)
- 2023 - Ettore Abbiati, rugbista a 15 italiano (n. 1946)
- 2023 - Hernán Carrasco Vivanco, allenatore di calcio cileno (n. 1923)
- 2023 - Brendan Croker, cantautore, chitarrista e compositore britannico (n. 1953)
- 2023 - Andrée Hermet, cestista francese (n. 1933)
- 2023 - Alberto Petrucciani, bibliotecario italiano (n. 1956)
- 2023 - Hans Plenk, slittinista tedesco occidentale (n. 1938)
- 2023 - Giuseppe Salerno, calciatore e allenatore di calcio italiano (n. 1930)
- 2023 - Pierre Trần Thanh Chung, vescovo cattolico vietnamita (n. 1927)
- 2023 - Ian Wilmut, biologo britannico (n. 1944)
- 2024 - Nick Becattini, cantante, musicista e chitarrista italiano (n. 1962)
- 2024 - Frankie Beverly, cantante, musicista e compositore statunitense (n. 1946)
- 2024 - Clio Maria Bittoni, avvocata italiana (n. 1934)
- 2024 - Roberto Challe, allenatore di calcio e calciatore peruviano (n. 1946)
- 2024 - Giancarlo Dalla Grana, dirigente sportivo italiano (n. 1933)
- 2024 - Michaela DePrince, ballerina sierraleonese (n. 1995)
- 2024 - Ernesto Franco, scrittore, dirigente d'azienda e ispanista italiano (n. 1956)
- 2024 - Eligio Martínez, calciatore paraguaiano (n. 1955)